# Chris Finlayson

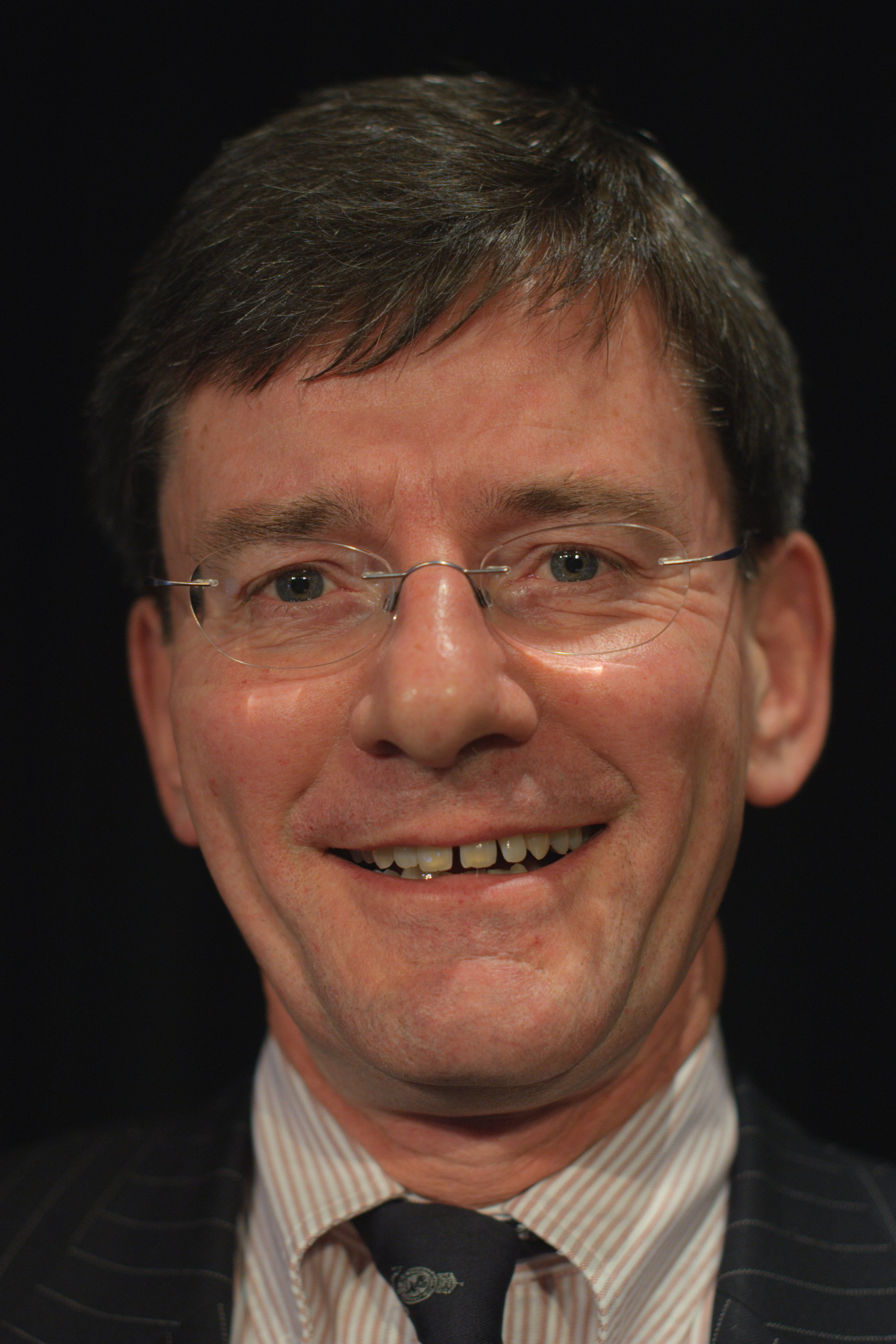
Chris Finlayson (2011).

Hon. Christopher „Chris“ Francis Finlayson, QC (* 1956 in Wellington) ist ein neuseeländischer Jurist und Politiker der New Zealand National Party (NP), der unter anderem von 2005 bis 2019 Mitglied des Repräsentantenhauses, zwischen 2008 und 2017 Generalstaatsanwalt sowie mehrmals Minister war.

## Leben
Christopher Francis Finlayson, der mit drei Geschwistern im Wellingtoner Vorort Khandallah auf, und besuchte die St. Benedict’s Convent School und das St. Patrick’s College und trat 1974 der Nationalen Partei NP (New Zealand National Party) als Mitglied bei. Nach dem Schulbesuch begann er ein grundständiges Studium der Fächer Latein und Französisch an der Victoria University of Wellington, welches er mit einem Bachelor of Arts (B.A.) beendete. Ein darauf folgendes postgraduales Studium der Rechtswissenschaften an der Victoria University of Wellington schloss er mit einem Master of Laws (LL.M.) ab. Nach Abschluss des Studiums wurde er 1981 als Barrister und Solicitor in die Rechtsanwaltskammer aufgenommen und war unter anderem von 1986 bis 1990 als Partner der Anwaltskanzlei „Brandon Brookfield“ und zwischen 1991 und 2003 als Partner der Anwaltskanzlei „Bell Gully“ tätig. Nach dem Parteiausschluss von Winston Peters fungierte er in den 1990er Jahren zudem als Rechtsberater der National Party und praktizierte zuletzt von 2003 bis 2005 als Einzelanwalt der Kanzlei Barristers.Comm. Er arbeitete als aktives Parteimitglied in den Wahlkreisen „Karori“ und „Ōhāriu“ und war unter anderem in den 1980er Jahren Vorsitzender des NP-Ortsverbands Karori. Darüber hinaus engagierte er sich in der Kultur- und Kunstszene und war von 1998 bis 2001 Vorsitzender des Arts Council of New Zealand Toi Aotearoa, die nationale Kunstförderungsagentur der Regierung von Neuseeland, sowie zeitweise Vorstandsmitglied des New Zealand Symphony Orchestra (NZSO).
Bei der Parlamentswahl am 17. September 2005 wurde Finlayson auf der Landesliste der NP erstmals zum Mitglied des Repräsentantenhauses gewählt, dem er nach seinen Wiederwahlen 2008, 2011, 2014 und 2017 bis zu seinem Mandatsverzicht am 30. Januar 2019 angehörte, wobei daraufhin Agnes Loheni ins Parlament nachrückte. Zu Beginn seiner Parlamentszugehörigkeit war er vom 26. Oktober 2005 bis zum 1. Dezember 2006 sowohl stellvertretender Sprecher der NP-Fraktion für Kunst, Kultur und Erbe sowie stellvertretender Sprecher für Verhandlungen zum Vertrag von Waitangi, die älteste Verfassungsurkunde Neuseelands, und für Māori-Angelegenheiten. Daneben war er zwischen dem 9. November 2005 und dem 3. Oktober 2008 stellvertretender Vorsitzender des Ausschusses für Justiz und Wahlen sowie vom 6. Dezember 2006 bis zum 3. Oktober 2008 auch Mitglied des Ausschusses für Māori Angelegenheiten. Darüber hinaus gehörte er zwischen dem 17. Juni 2007 und dem 3. September 2008 dem Ausschuss für Kunstwerke der Kommission für parlamentarische Dienste PSC (Parliamentary Service Commission) als Mitglied an.

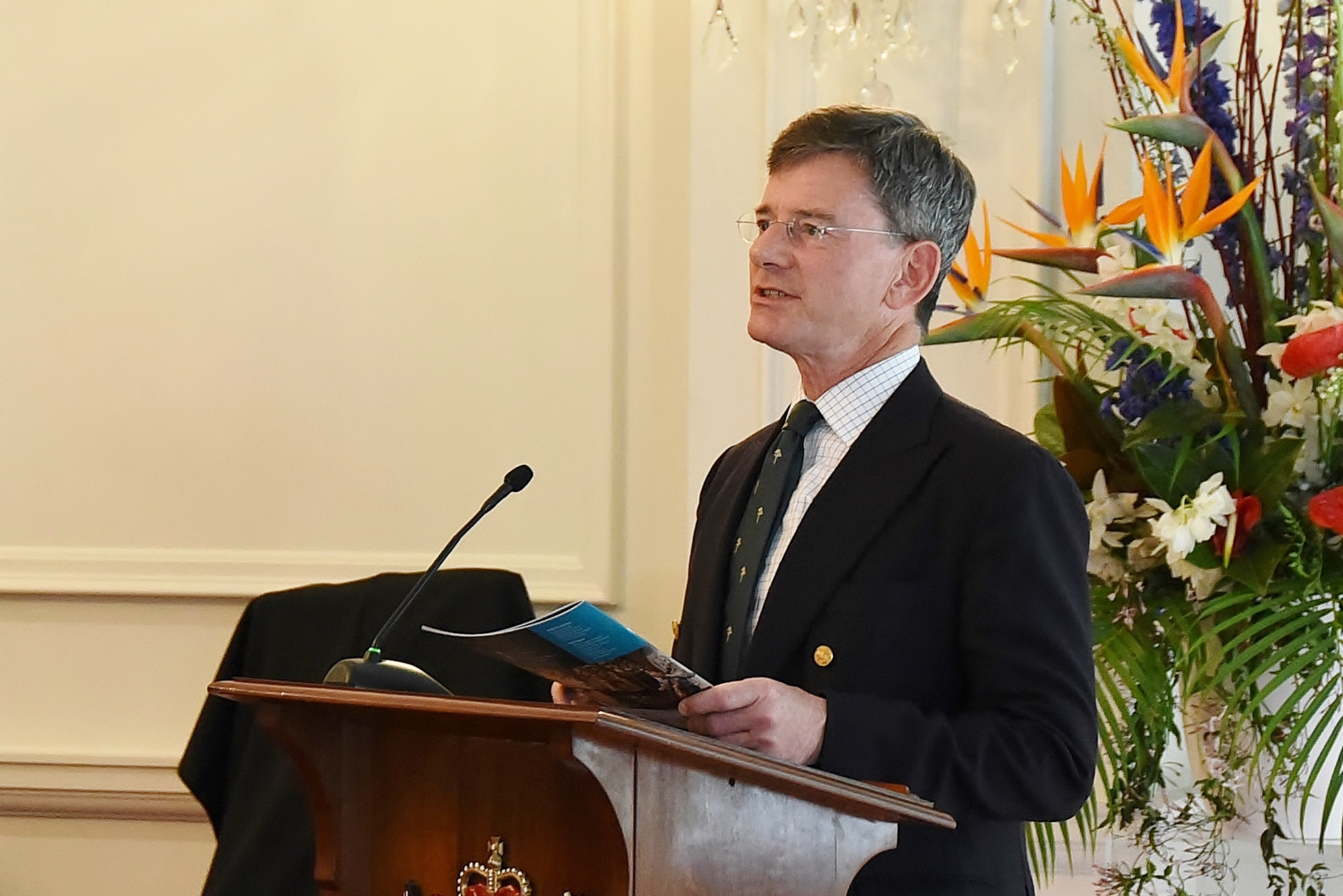
Finlayson bei einer Rede zum 30-jährigen Jubiläum des New Zealand String Quartet (8. Oktober 2017).

Im Kabinett Key I übernahm Chris Finlayson vom 19. November 2008 bis zum 14. Dezember 2011 in Personalunion die Ämter als Generalstaatsanwalt, Minister für die Verhandlungen zum Vertrag von Waitangi sowie als Minister für Kunst, Kultur und Erbe. Im darauf folgenden Kabinett Key II fungierte er zwischen dem 14. Dezember 2011 und dem 7. Oktober 2014 weiterhin als Generalstaatsanwalt, Minister für die Verhandlungen zum Vertrag von Waitangi sowie als Minister für Kunst, Kultur und Erbe. Daneben war er zwischen dem 14. Dezember 2911 und dem 6. Oktober 2014 zugleich Beigeordneter Minister für Māori-Angelegenheiten und vom 22. März bis zum 2. April 2012 amtierender Umweltminister. Nachdem er vom 29. Februar bis zum 1. August 2012 Mitglied des Ausschusses für Privilegien war, fungierte er zwischen dem 1. August 2012 und dem 14. August 2014 Vorsitzender dieses Ausschusses. Er war darüber hinaus vom 6. November 2012 bis zum 31. Januar 2013 amtierender Arbeitsminister und wurde für seine Verdienste als Generalstaatsanwalt am 13. Dezember 2012 zum Kronanwalt QC (Queen’s Counsel) ernannt. Als Nachfolger von Judith Collins übernahm er zudem vom 30. August bis zum 7. Oktober 2014 auch den Posten als amtierender Justizminister. Im anschließend gebildeten Kabinett Key III bekleidete er zwischen dem 8. Oktober 2014 und dem 12. Dezember 2017 abermals die Ämter als Generalstaatsanwalt sowie als Minister für die Verhandlungen zum Vertrag von Waitangi. Daneben fungierte er vom 8. Oktober 2014 bis zum 12. Oktober 2017 als stellvertretender Minister für Māori-Entwicklung und war zwischen dem 3. Dezember 2014 und dem 19. Februar 2015 erst wieder Mitglied des Ausschusses für Privilegien sowie anschließend vom 19. Februar 2015 bis zum 22. August 2017 abermals Vorsitzender dieses Ausschusses.
Im anschließenden Kabinett English war Finlayson vom 12. Dezember 2016 bis zum 25. Oktober 2017 erneut Generalstaatsanwalt sowie Minister für die Verhandlungen zum Vertrag von Waitangi. Nachdem nach der Parlamentswahl 2017 die National Party nicht mehr an der Regierung beteiligt war, fungierte er zwischen dem 3. November 2017 und dem 22. Januar 2019 im Schattenkabinett der NP-Vorsitzenden Bill English beziehungsweise ab dem 27. Februar 2018 Simon Bridges als „Schatten-Generalstaatsanwalt“. Gleichzeitig war er vom 3. November 2017 bis 12. März 2918 Sprecher der NP-Fraktion für Handel, für das Government Communications Security Bureau (GCSB) sowie für den New Zealand Security Intelligence Service (NZSIS), die Nachrichtendienste Neuseelands. Darüber hinaus gehörte er vom 15. November 2017 bis zum 21. März 2018 dem Ausschuss für wirtschaftliche Entwicklung, Wissenschaft und Innovation, zwischen dem 6. Dezember 2017 und dem 30. Januar 2019 dem Ausschuss für Privilegien sowie vom 1. Februar 2018 bis zum 30. Januar 2019 dem Ausschuss für Geheimdienst und Sicherheit als Mitglied an. Er fungierte außerdem vom 12. März 2018 bis zum 22. Januar 2019 sowohl Sprecher der NP-Fraktion für die Beziehungen zwischen der Krone und den Māori sowie für den Wiedereintritt zu den Untersuchungen zum Unglück in der Pike-River-Mine. Zuletzt war er zwischen dem 21. März 2018 und dem 30. Januar 2019 noch einmal Mitglied des Ausschusses für Māori-Angelegenheiten sowie zwischen dem 21. März und dem 4. April 2018 kurzzeitig Mitglied des Ausschusses für die Überprüfung von Rechtsvorschriften.

## Veröffentlichung
- He Kupu Taurangi. Treaty Settlements and the Future of Aotearoa New Zealand, Mitautor James Christmas, Huia Publishers, 2021, ISBN 978-1-77550-615-7
- Yes, Minister. An insider’s account of the John Key years, Allen & Unwin 2022, ISBN 978-1-99100-610-3